# Champeaux-et-la-Chapelle-Pommier
Champeaux-et-la-Chapelle-Pommier (trong tiếng Occitan Champeus e La Chapela Pomiers) là một xã của Pháp, nằm ở tỉnh Dordogne trong vùng Aquitaine của Pháp. Xã này có diện tích 23,48 km2, dân số năm 2007 là 164 người. Xã nằm ở khu vực có độ cao trung bình 120 m trên mực nước biển.

## Thông tin nhân khẩu
| Năm    | 1962 | 1968 | 1975 | 1982 | 1990 | 1999 | 2007 |
| ------ | ---- | ---- | ---- | ---- | ---- | ---- | ---- |
| Dân số | 297  | 240  | 224  | 184  | 200  | 173  | 164  |